# Попинці
По́пинці (болг. Попинци) — село в Пазарджицькій області Болгарії. Входить до складу общини Панагюриште.

## Населення
За даними перепису населення 2011 року у селі проживали 1993 особи.
Національний склад населення села:
| Національність   | Кількість осіб | Відсоток |
| ---------------- | -------------- | -------- |
| болгари          | 1714           | 94,9%    |
| цигани           | 87             | 4,8%     |
| не визначились   | 4              | 0,2%     |
| Всього відповіли | 1807           |          |

Розподіл населення за віком у 2011 році:
Динаміка населення: